# 江上美芽
江上 美芽（えがみ みめ）は、日本のコーディネーター。ウェルタイム・コーポレーション代表取締役、ユタ大学薬学・薬剤化学部併任教授。
東北大学先進医工学研究機構アドバイザー、東京女子医科大学先端生命医科学研究所客員教授、オービック取締役等を歴任。
科学技術振興機構イノベーションコーディネータ賞・奨励賞受賞。

## 人物・経歴
1981年一橋大学経済学部卒業、三菱銀行（現三菱UFJ銀行）入行。大学では山澤逸平ゼミに所属。シティバンクやプルデンシャル・ファイナンシャル、カナダ帝国商業銀行で、国際金融工学部門ディレクターや資本市場部長などを務めたのち、1996年に独立し、製薬関連アドバイザリーのウェルタイム・コーポレーション代表取締役となる。
1998年ABNアムロ銀行投資銀行本部医薬・化学担当部長。同行法人金融本部ヘルスケア部長を経て、2005年東北大学先進医工学研究機構ストラテジー・アドバイザー。2006年東京女子医科大学先端生命医科学研究所客員教授。2012年一橋大学大学院経済学研究科非常勤講師。2015年、国立研究開発法人新エネルギー・産業技術総合開発機構監事、ユタ大学薬学・薬剤化学部併任教授。2023年オービック取締役。
東京女子医科大学先端生命医科学研究所チーフメディカルイノベーションオフィサー等を務め、産学連携により再生医療の本格化に向けた最先端技術融合拠点の形成を実現するなどし、科学技術政策研究所科学技術への顕著な貢献 2009 （ナイスステップな研究者）（プロジェクト・産学連携・国際研究交流部門）。2010年科学技術振興機構イノベーションコーディネータ賞・奨励賞受賞。
一般財団法人化学及血清療法研究所アドバイザー、一般社団法人細胞シート再生医療推進機構理事、文部科学省科学技術・学術審議会イノベーション対話促進作業部会委員、経済産業省産業構造審議会再生医療等製品の特許権の存続期間検討WG委員等を歴任。

## 著書
- 『再生医療イノベーションの実現』文部科学省科学技術政策研究所科学技術動向研究センター 2009年
- 『幹細胞医療の実用化技術と産業展望』シーエムシー出版 2013年